# Сайлас Вейр Мітчелл
Сайлас Вейр Мітчелл (англ. Silas Weir Mitchell; нар. 30 вересня 1969, Філадельфія, Пенсільванія, США) — американський актор, здобув найбільше визнання після ролі Монро в серіалі «Грімм».

## Кар'єра
З раннього дитинства Сайлас мріяв стати актором і в 1995 році дебютував в телесеріалі «Шовкові мережі», де блискуче зіграв Пітера Раймонда Вікера. Після цього молодого актора помітили, і на нього посипалися запрошення знятися в таких популярних телесеріалах, як «Удавальник», «Секретні матеріали», «Військово-юридична служба», «Детектив Неш Бріджес», «Швидка допомога» і «Поліція Нью-Йорка».
У 1997 році актор отримав одну з ролей в кінокомедії Бетті Томас «Частини тіла», де разом з Сайласом знялися Говард Стерн, Мері МакКормак і Робін Куіверс. У тому ж році актор блискуче виконав ролі в таких популярних картинах, як «Автострада», «Шосе номер 9», «Джуліан За» і «Божевільна Мішель». Однією з найуспішніших робіт молодого актора стала роль у бойовику Діна Семлер «Патріот». Стрічка вийшла на великі екрани у 1998 році, а головні ролі у ній виконали Стівен Сігал, Л. К. Джонс та Гейлард Сартейн.
Після цього Мітчелл знову повернувся до роботи в телесеріалах і за кілька років знявся в епізодах таких популярних проектів, як «Закон і порядок. Спеціальний корпус», «Клієнт завжди мертвий», «Сильні ліки» і «CSI: Місце злочину». Популярність акторові принесла роль Ллойда в авантюрної комедії Джеррі Цукера «Щурячі перегони», де разом з Сайласом знялися такі знамениті актори, як Роуен Еткінсон, Вупі Голдберг, Джон Ловиц, Ланей Чепман і Джон Кліз. Завдяки своїй незвичайній зовнішності акторові часто діставалися ролі психічно неврівноважених злочинців. Прикладом цьому є ролі Мітчелла в телесеріалах «Втеча з в'язниці», «Мертва справа», «Мене звати Ерл», а також у кінокартині «Чорна мітка».
Також Сайлас широко відомий глядачам своїми роботами в телесеріалах «24», «Дефективний детектив», «Без сліду», «Щит», «Мертва справа», «Медіум», «Шукач», «Декстер» і «Менталіст». Найяскравішою роботою талановитого актора стала роль Едді Монро в популярному фентезійному телесеріалі «Грімм», який почав транслюватися на телеканалі NBC в 2011 році. Головні ролі в проекті виконали Девід Гвінтолі, Бітсі Таллоч, Саша Ройз, Расселл Горнсбі та Брі Тернер. «Грімм» на NBC виходив упродовж 6 сезонів.

## Фільмографія
| 1999      | Інферно          | Джессі Гоган   |
| 2001      | Щурячі перегони  | Ллойд          |
| 2004      | Десять ярдів     | Йермо          |
| 2005      | Мене звати Ерл   | Доні Джонс     |
| 2006      | Втеча з в'язниці | Чарльз Патошик |
| 2003-2010 | Мертва справа    | Джеймс Гоґан   |
| 2011-2017 | Грімм            | Едді Монро     |